# Felisberto Rodrigues Pereira de Carvalho

Felisberto Rodrigues Pereira de Carvalho, nasceu em Niterói, em 9 de agosto de 1850 e faleceu no Rio de Janeiro em 18 de outubro de 1898. Formou-se em  Jornalismo, Música, atuou como professor, além de escrever livros didáticos que foram utilizados em prol da educação brasileira por muitos anos. Deixando, desta forma, uma marca significativa na memória nacional brasileira.
Segundo pesquisa de Heloísa Vilella (2004), Felisberto de Carvalho formou-se na Escola Normal de Niterói em 1870, fazendo parte de uma geração conhecida como Geração da década de 1870. Esta geração ficou reconhecida como formuladora de uma nova pedagogia brasileira, com novos métodos, metodologia e livros didáticos.
Em Minas Gerais, seus livros foram usados por várias gerações nas escolas de instrução pública, dentre estas, as Escolas Normais, responsáveis pela formação de novos professores, no final do século XIX e meados do século XX.